# Кокрейн, Томас, 13-й граф Дандональд
Томас Хескет Дуглас Блэр Кокрейн, 13-й граф Дандональд (англ. Thomas Hesketh Douglas Blair Cochrane, 13th Earl of Dundonald; 21 февраля 1886 — 23 мая 1958) — шотландский пэр, офицер британской армии.

## Биография
Родился 21 февраля 1886 года. Старший сын Дугласа Кокрейна, 12-го графа Дандональда (1852—1935), и Уинифред Бэмфорд-Хескет (1859—1924). Он получил образование в Итонском колледже.
После смерти своего отца 12 апреля 1935 года он унаследовал титул 13-го графа Дандональда (Пэрство Шотландии), 13-го лорда Кокрейна из Пейсли и Охилтри (Пэрство Шотландии) и 13-го лорда Кокрейна из Дандональда (Пэрство Шотландии).
Шотландский пэр-представитель в Палате лордов Великобритании в 1941—1955 годах, председатель Англо-чилийского общества.
Он жил уединенной жизнью в последние годы своей жизни в своем доме в замке Ошанс, Эйршир, где он очень редко принимал участие в общественных делах. Он умер неженатым 23 мая 1958 года во время отпуска в Монтрё, Швейцария, в возрасте 72 лет. Ему наследовал его племянник, Иэн Кокрейн, 14-й граф Дандональд (1918—1986), старший сын достопочтенного Дугласа Роберта Хескета Роджера Кокрейна (1893—1942).

## Военная служба
Томас Кокрейн вступил в шотландскую гвардию в 1908 году и достиг чина капитана, он воевал во Франции в Первой мировой войне, а также был членом генерального штаба Египетского экспедиционного корпуса. За свои заслуги на войне он был награжден орденом «За заслуги перед Чили» и произведен в чин великого офицера, ордена «За выдающиеся заслуги» Перу.
В ноябре 1914 года Томас Кокрейн был «комиссован» домой после ранения, полученного во время боя со своим полком на линии фронта.

## Замок Грайч
Семейная резиденция находилась в замке Грайч в Северном Уэльсе. Поместье было приобретено 12-м графом Дандональдом в 1878 году через его брак с Уинифред Бэмфорд-Хескет, единственной наследницей Роберта Бэмфорд-Хескета.
В 1919 году мать Томаса Кокрейна продала часть семейного поместья, включая прилегающие земли и шахты. Когда она умерла в 1924 году, она оставила оставшуюся часть поместья королю Георгу V. Король, не в силах принять подарок, передал имущество Ордену Святого Иоанна Иерусалимского. В 1928 году поместье было в конечном итоге продано обратно 12-му графу Дандональду за 78 000 фунтов стерлингов. Во время Второй мировой войны поместье использовалось для размещения 200 детей-беженцев из еврейской службы «Киндертранспорт» . В 1946 году, после войны, 13-й граф Дандональд перепродал все поместье Роберту Ренни из Честера за 12 000 фунтов стерлингов.